# キングダム (テレビドラマ)
『キングダム』（原題:丁: Riget）は、ラース・フォン・トリアーによるデンマークのテレビドラマ。
テレビシリーズでありながら、スティーヴン・ジェイ・シュナイダーの『死ぬまでに観たい映画1001本』に掲載されている。

## 解説
キングダムことデンマーク国立病院の脳神経外科病棟を舞台とした本作は、個性的な患者やスタッフが不気味な現象におびえ慌てふためく様子が描かれている。また、セピア色の色調や皮肉めいたユーモアも本作の特徴の一つである。
デンマーク本国で全8話のミニシリーズが2シーズンに分けて放送されたのち、日本で5時間弱の劇場用映画として2本（Ⅰ＆Ⅱ合計約10時間）にまとめられた。
主要キャストのうち5人が亡くなったこともあり、本作を放送してきたデンマーク放送協会はシリーズの続行が不可能であると判断していたが、2022年に一部キャストが続投した第3シーズンが製作された。日本では、全5話を繋げて上映時間319分の一本の作品としたものが『キングダム エクソダス〈脱出〉』のタイトルで、2023年7月28日に劇場公開された。同年11月に同作がWOWOWで放送された際には、エピソードごとに分割して放送された。

## あらすじ
全3シーズンにわたり、コペンハーゲンのリグスホスピタレット病院（Rigshospitalet）を舞台に、医療と超自然現象が交錯する奇怪な物語が展開する。全てのエピソードは共通のプロローグで幕を開ける。病院がかつて霧のような湯気で覆われていた、布の漂白を行う「漂白池（bleaching ponds）」の跡地に建てられたことが語られる。

### シーズン1（1994）
物語は、霊媒師の患者シグリッド・ドルッセ（キアステン・ロルフェス）が入院してくるところから始まる。ドルッセは病院のエレベーターシャフトから少女の泣き声を聞き取り、その声の正体を調査し始める。調べの結果、その少女は数十年前に父親によって殺され、私生児であった事実を隠すために消された存在であることが明らかになる。ドルッセは少女の霊を鎮めるべく、遺体を探し続け、最終的に病院の病理学教授・ボンド（バード・オウエ）のオフィスで、標本瓶の中に保存されている少女の遺体を発見する。
一方、スウェーデンから赴任してきた神経外科医スティグ・ヘルマー（エルンスト＝ヒューゴ・イェアレゴー）は、自身が担当した手術の失敗により少女を植物状態にしてしまった過去を隠そうとする。
ボンド教授は、肝臓癌で死にかけている患者の肝臓を研究用に提供してほしいと家族に申し出る。実際にはそれが史上2番目の大きさの肝肉腫であるため、研究よりも「戦利品」として保存したいという欲望がある。家族が拒否したため、ボンドは患者の臓器提供同意書を利用して、自らの体にその癌化した肝臓を移植する。こうして「癌は自分の所有物」だと主張し、標本として病院に永久保存しようとする。
他にも、若い医学生が睡眠研究室の看護師に恋をしたり、幽霊のような救急車が毎晩現れては消えたり、医療用品の闇市場が病院内で展開される。また、ある女性神経外科医は自分が幽霊により妊娠したことを知り、その胎児が異常な速度で成長していることに気づく。そして毎回、地下の食器洗い場で働くダウン症の二人の職員が、病院内で起こる奇怪な出来事について意味深な会話を交わし、ヘルマーが毎回のように「Danskjävlar!（デンマーク人はクズだ）」と叫ぶ。

### シーズン2（1997）
シーズン2では、前作で残された謎がさらに広がっていく。ドルッセはさらに深い霊的交信に取り憑かれ、異界との接触が強まる。ヘルマーは自らの過失を隠蔽するため病院内で孤立していく一方、彼のスウェーデン人としてのプライドとデンマーク人への嫌悪も激化していく。
胎児の急速な成長はもはや制御不能な状態に入り、周囲に物理的・超自然的な影響を及ぼすようになる。病院の建物そのものが異界と接続し始め、時空がゆがみ、職員たちは現実と幻想の狭間で混乱していく。
また、シーズン後半では病院の電力が謎の原因で停止し、病院全体が闇に包まれる。これが後のエクソダス＜脱出＞への導入となる。

### シーズン3　エクソダス＜脱出＞（2022）
夢遊病の女性カレン・スヴェンソン（ボディル・ヨルゲンセン）が、かつての停電の影響を調査するために病院を訪れる。カレンは夢と現実の境界をさまよいながら、病院に満ちる邪悪な力に立ち向かっていく。
新たに登場するのは、故スティグ・ヘルマーの神経質な息子、スティグ・ヘルマー・ジュニア（ミカエル・パーシュブラント）である。彼は病院に赴任したばかりだが、女性同僚へのセクハラまがいの言動が発覚し、訴訟の危機に陥る。彼はシーズン2で登場したスウェーデン人弁護士の息子である弁護士（アレクサンダー・スカルスガルド）に相談を持ちかける。
病院の構造はさらに異常さを増し、登場人物たちは過去の亡霊と未来の不吉な運命に翻弄されていく。現実と悪夢が融合し、シリーズは最終的に人間存在そのものの不安定さを露わにしながら幕を閉じる。

## 登場人物
スティグ・ヘルマー
演：エルンスト・フーゴ・イエアゴー
キングダムに赴任してきた初老の医師。
いつも不機嫌な顔をしており、クロウスホイとよく衝突する。
クロウスホイ
演:セーン・ピルマール
キングダムに勤務する若い医師。地下室に隠し部屋を
ドルッセ夫人
演：キルステン・ロルフェス
降霊術を趣味とする老婆。どこも悪くないはずだが、なぜか入院している。
ユディット
演：ブリジッテ・ラアブイェルグ
キングダムに勤務する女医で、クロウスホイを味方している。
メースゴー
演：ホルガー・ユール・ハンセン 
キングダムの院長。
モッゲ
演：ペーター・マイジンド
メースゴーの息子。カミーラにのぼせるが振られてしまい、死体置き場から生首を持ち出して彼女のロッカーに入れた。
ボンド
演：バアド・オーヴェ
病理学者。ガンの標本集めが趣味。
カミーラ
演：ソビョーリ・ホーフェルツ
看護師。
オーエ・クルーガー
演：ウド・キア
キングダムの創設者。
スティグ・ヘルマー・ジュニア
演：ミカエル・パーシュブラント
キングダムに赴任してきた医師で、ヘルマーの息子。
カレン
演：ボディル・ヨルゲンセン
夢の中で助けを呼ぶ声に導かれ、キングダムにたどり着い女性。夢遊病。
ポントビダン
演：ラース・ミケルセン
キングダムの院長。

## エピソード
| シーズン | シーズン | 話数 | 話数 | 放送期間       | 放送期間       |
| シーズン | シーズン | 話数 | 話数 | 初回放送       | 最終回放送     |
| -------- | -------- | ---- | ---- | -------------- | -------------- |
|          | 1        | 4    | 4    | 1994年11月24日 | 1994年12月15日 |
|          | 2        | 4    | 4    | 1997年10月10日 | 1997年10月31日 |
|          | 3        | 5    | 5    | 2022年10月9日  | 2022年10月30日 |

### キングダム
1. "Den hvide flok" / "The Unheavenly Host"
2. "Alliancen kalder" / "Thy Kingdom Come"
3. "Et fremmed legeme" / "A Foreign Body"
4. "De levende døde" / "The Living Dead"

### キングダム II
5. "Mors in Tabula" / "Death on the Operation Table"
6. "Trækfuglene" / "Birds of Passage"
7. "Gargantua"
8. "Pandæmonium"

### キングダム：エクソダス＜脱出＞
9. "Halmar"
10. "The Congress Dances"
11. "Big Brother"
12. "Barbarossa"
13. "Exodus"